# Koncz Tibor
Koncz Tibor (Debrecen, 1940. július 15. –) magyar zeneszerző, hangszerelő, zongorista, elektronikus billentyűs hangszeres, dobos. Eredeti foglalkozása szerint okleveles geológus mérnök. Első felesége Kovács Kati Kossuth-díjas énekesnő volt.

## Pályafutása

### 1960-as évek
A televízió nyilvánossága előtt először 1965-ben, a Ki mit tud?-on mutatkozhatott be, amikor Kovács Kati egri kísérőzenekarát nem tartották a szervezők megfelelőnek, ezért Koncz Tibor debreceni zenekarát osztottak mögé. A zenekar tagjai voltak még Gyarmati Zoltán (tenorszaxofon), Szeicher Tibor (dobok) és egy nagybőgős. Első dalait 1969-ben írta. (Hazudik a drága, Katicabogár, Keserű a méz)

### 1970-es évek
1970-ben Kovács Kati első, Suttogva és kiabálva c. albumának jelentős részét komponálta, majd egyre több dalt írt neki, melyek a rádióban, kislemezen vagy albumokon szólaltak meg. Fő szerzőtársa Szenes Iván, akivel első közös daluk a Mégis ő c. volt, melyet az 1970-es Made in Hungaryn adott elő Kovács Kati. 1972-ben első díjat nyert Add már, uram, az esőt! c. szerzeményük a Magyar Televízió Táncdalfesztiválján, de ők írták ugyanennek a fesztiválnak egy másik nagy sikerét, a Generál által előadott Mit tehet az ember egy eltört szerelemmel c. dalt is. Ugyanebben az évben az Autogram helyett c. albumot készítette el Kovács Kati számára, melyen szövegíró szerzőtársai Sztevanovity Dusán és S. Nagy István voltak.
Bágya Andrással és Szenes Ivánnal közösen írták Plautus ókori komédiaszerző Bodrogi Gyula átdolgozásában készült Táncoló kísértetek c. darabjának zenéjét, melyet 1974. május 18-án mutatott be a József Attila Színház Benedek Árpád rendezésében.
1974-ben Szenes Ivánnal és Kovács Katival közösen utaztak az írországi Castlebarban rendezett dalfesztiválra, melyre négy dallal neveztek, és mind a négyet elfogadták, azonban a sok versenyzőre való tekintettel csak hárommal engedélyezték a versenyzést. Ezek közül a Nálad lenni újra jó lenne c. dallal meg is nyerték a versenyt. Ezt a dalt a verseny előtt Magyarországon is beadták a Rádióban, de ott nem fogadták el felvétel céljára, csak az írországi verseny sikere után vették fel. Így lett belőle magyar siker is, egyben legismertebb száma az 1975-ös Intarzia c. Kovács Kati-albumnak, melynek zenéjét teljes egészében Koncz Tibor írta, köztük egy instrumentális felvételt is a Gemini együttes előadásában, Kovács Kati vokáljával. Az album dalszövegeit Sülyi Péter, Huszár Erika, Szenes Iván, Sztevanovity Dusán és S. Nagy István írta.
1975-ben Zsombolyai János A kenguru c. filmjének egyik zenéje volt a Nem biztos semmi c. szerzeménye, melyet Kovács Kati énekelt.
1976–77-ben az NDK berlini televíziójának big bandjében, az Orchester Internationalban Koncz Tibor volt a zongorista. A zenekar egy televíziós zenés sorozatban játszott.
1976 szilveszterén újabb sikert értek el a Ha legközelebb látlak c. dallal, mely a Hilton Szálló megnyitóján hangzott el először, s egy csapásra sláger lett. 1977-ben rengeteget szerepelt a slágerlistákon, a koncerteken nagy tetszést aratott, valószínűleg újszerű, divatos diszkós hangzása miatt is.
Az 1977-es Csendszóró c. Kovács Kati-albumnak szinte minden dalát ugyancsak ő komponálta Szenes Iván, Sülyi Péter és Bradányi Iván szövegírókkal. A dalok között olyan sikerek vannak, mint a Ha legközelebb látlak, a Búcsú vagy az Elégia, mellyel 1979-ben az ausztriai Villachban második-harmadik helyezést értek el holtversenyben. Az album különlegessége a címadó szerzemény, melyben a zeneszerző utcai közlekedési zajokat használt fel zenei eszközként. Ez volt a legnagyobb példányszámban eladott Kovács Kati-lemez.
1979-ben ismét dalversenyt nyer, méghozzá a Tessék választani!-n, a Nem kéne mondanom c. dallal, Kovács Kati és az Universal előadásában.

### 1980-as évek
1980-as versenydala, Az én időm című szerzemény ugyanezen a tánczenei bemutatón előadói díjat hozott Kovács Kati számára. Az 1981-es Tánc- és popdalfesztiválon bemutatott Újra otthon c. dala a szakmai zsűritől a legmagasabb pontszámot kapta, és Kovács Kati megkapta a legjobb előadó díjat. Az 1980-as Kovács Kati-album minden felvételét ő szerezte, köztük a Kérdés önmagamhoz című, első felében instrumentális művet is, mely Szalai Györgyi 1980-as Dédelgetett kedvenceink c. játékfilmjének a zenéje is volt.
1981. július 11-én Kovács Katit egyórás győri koncertjén kísérte, melyet a Magyar Televízió főműsoridőben élőben közvetített.
Az 1985-ös Szerelmes levél indigóval c. Kovács Kati-albumot már szinte teljes egészében ő kísérte szintetizátoron, a kor divatjának megfelelően. Ezen az albumon a régi szerzőtársak (Szenes Iván, Sülyi Péter) mellett Heilig Gábor tűnik fel három dalban szövegíróként.

### 1990-es évek
1992-ben az egri táncdalfesztiválon második helyezést ért el a Kovács Kati által előadott Jobb ez így nekem c. dala. 1995-ben az ő kíséretében készült Vangelis 1492 c. művének nagy sikerére készített magyar változat. A dal 1996-ban jelent meg azon az Kovács Kati-albumon, melyet teljes egészében szintetizátoron kísért, ahogy a későbbi, magánkiadásban megjelent Kovács Kati-albumokat is.

### 2000-es évek
2000-ben és 2002-ben új szerzeményei jelennek meg az albumokon. 2000-ben Az élet szép, majd 2002-ben többek között a Gyere, szeress, a Hol van a tűz, a Kinek a szíve c. alkotásai kerültek CD-re. Az új dalok szövegét Szenes Iván, Kovács Kati, valamint Duba Gábor írta.
2003-tól a lemezkiadás háttérbe szorulása miatt munkája szinte kizárólag az önálló fellépésekre és azok szervezésére korlátozódott. Azonban 2005-ben még egy szerzeményét felvették Semmim sincsen címmel, Kovács Kati dalszövegével és énekével, azonban ez a dal mindezideig nem jelent meg hanghordozón, ám a koncerteken rendszeresen elhangzik, mind zenekari, mind billentyűs kíséretben.

### 2010-es évek
2010-ben a Qualitons együttessel is dolgozott együtt Kovács Katit kísérve.
2010 nyarán Christina Aguilera dolgozta fel Add már, uram, az esőt c. dalát.
2019. március 12-én, a Nemzeti ünnepünk alkalmával, a magyar könnyűzenei kultúrát előadóművészként és zeneszerzőként egyaránt gazdagító és határainkon túl is népszerűsítő pályafutása elismeréseként a A Magyar Érdemrend lovagkeresztje állami kitüntetést vehette át.
2020-ig Kovács Kati állandó zenei kísérője volt, majd 80 éves korában visszavonult az aktív koncertezéstől.

### Rövid összefoglaló
Leggyakoribb szerzőtársa a szövegíró Szenes Iván, akivel több fesztiválon sikerrel szerepeltek.
Elsősorban Kovács Kati albumainak zeneszerzője. A legtöbb dalt (kb. 100-at) neki írta, más előadó számára mindössze néhány dalt komponált. 

## Díjak, kitüntetések
- A Magyar Érdemrend lovagkeresztje - állami kitüntetés (2019) [3]

### Fesztivál díjak
- Add már, uram, az esőt! c. szerzeménye - Táncdalfesztivál I. díj (Országos Könnyűzenei Verseny / előadó:Kovács Kati, 1972)
- Ablak nincs az emberen c. szerzeménye - Made in Hungary '75 fesztivál I. díj (Országos Könnyűzenei Dalfesztivál / előadó: Katona Klári, 1975)
- Az én időm egyszer lejár c. szerzeménye - Tessék választani! '80 fesztivál Közönség-díj (Országos Könnyűzenei fesztivál / előadó: Kovács Kati, 1980)
- Újra otthon c. szerzeménye - Tánc- és popfesztivál  I. díj (Országos Könnyűzenei Verseny / előadó: Kovács Kati, 1981)

### Külföldön
- Add már, uram, az esőt! c. szerzeménye - Drezdai Nemzetközi Fesztivál I. díj (előadó: Kovács Kati, 1972)
- Nálad lenni újra jó lenne c. szerzeménye - Castlebar Song Contest Nemzetközi Dalfesztivál (Írország) I. díj (előadó: Kovács Kati, 1974)

## Szerzeményei

### Kovács Katinak írt legismertebb dalai
Add már, uram, az esőt! Táncdalfesztivál  (I. díj (1972), Drezdai Nemzetközi Dalfesztivál I. díj)
Nálad lenni újra jó lenne (Kovács Kati, Írországi fesztivál nagydíj 1975)
Ha legközelebb látlak (Kovács Kati 1977)
Elégia (Kovács Kati, 1977)
Újra otthon (Tánc- és popdalfesztivál, előadói I. díj, 1981)
Az én napom (Kovács Kati, 2018)

### Más előadóknak írt dalai
Túl vagyok én (Dékány Sarolta, 1970)
Kerge egerek (Szécsi Pál, 1970)
Így se jó (Harangozó Teréz, 1971)
Én még láttam Greta Garbót (Szécsi Pál, 1971)
Mit tehet az ember egy eltört szerelemmel (Generál együttes és Mikrolied vokál, 1972)
Álmok után, nászút előtt (Koós János, 1973)
Ablak nincs az emberen (Katona Klári, Made in Hungary 1975, 1. díj)
Intarzia (Gemini – instrumentális, km. Kovács Kati – vokál, 1975)
Álmaimban nincs eső (Sasvári Annamária, 1977)
Ha zene szól (Dékány Sarolta és Koós János, 1979)
Mindig mondd ki azt (Koós János, 1980)
Hobbi Robi (Kristály Kriszta, 1982)
Fekete szárnyú kismadár (Ambrus Kyri, 1983)
Régebben (Koós János, 1983)

### Saját előadású szerzeményei
- 1974: Jaj, nem vigyáztam (instrumentális változat zongorán, megjelent Martin Hoffmann Orchester International c. albumán[7])
- 1980: Kérdés önmagamhoz (instrumentális változat szintetizátoron, kiadatlan rádiófelvétel[8])
- 1986: A „Világ Mozgó” (instrumentális változat zongorán, elhangzott 1986-ban, a Magyar Televízió Petőfi Csarnokból közvetített Tutti-frutti c. zenés műsorában)
- Táncház
- Siker

## Diszkográfia

### Stúdióalbumok szerzőként és kísérőzenészként
- 1970: Kovács Kati – Suttogva és kiabálva (5 dal)
- 1971: Szécsi Pál – Hagyjuk, szívem (1 dal)
- 1972: Kovács Kati & Tolcsvayék és a Trió – Autogram helyett (11 dal)
- 1973: Koós János – Koós 2. (1 dal)
- 1974: Kovács Kati & Hungária, Juventus – Kati Kovács (NDK)
- 1975: Kovács Kati & Gemini – Intarzia (12 dal)
- 1976: Kovács Kati & Gemini, LGT – Kati (NDK)
- 1977: Kovács Kati & Universal, V ’73 – Csendszóró (10 dal)
- 1980: Kovács Kati & Universal – Tíz (10 dal)
- 1983: Ambrus Kyri – Kyri (1 dal)
- 1983: Koós János – Koós 4. (1 dal)
- 1985: Kovács Kati – Szerelmes levél indigóval (10 dal)
- 1992: Kovács Kati – Forgószél (2 dal)
- 1996: Kovács Kati – Love Game
- 1999: Kovács Kati – Édesanyámnak szeretettel
- 2000: Kovács Kati – Kincses sziget
- 2002: Kovács Kati – Gyere szeress

## Filmográfia
Koncz Tibor több filmnek a zenéjét írta.
- 1975: A kenguru (Nem biztos semmi)
- 1980: Dédelgetett kedvenceink (Kérdés önmagamhoz)

Sas Tamás 1999-es Rosszfiúk c. filmjében Kovács Kati kísérőzenészét, azaz saját magát alakítja.

## Szövegírói és zeneszerzői partnerek
- 1969–1975 S. Nagy István
- 1970–1975 Sztevanovity Dusán
- 1970–2002 Szenes Iván
- 1974–1975 Tardos Péter
- 1975–1985 Sülyi Péter
- 1975 Huszár Erika
- 1975–1986 Vándor Kálmán
- 1977–1982 Bradányi Iván
- 1985 Heilig Gábor
- 1990–2005 Kovács Kati
- 1992 Holló József (zeneszerző), Vilmányi Gábor

## Külső hivatkozások
- Koncz Tibor a PORT.hu-n (magyarul)